# Mieczysław Bejnar
Mieczysław Bejnar (ur. 15 sierpnia 1908 w Awdiejewce, zm. 20 września 1966 w Toronto) – polski lotnik, działacz Związku Strzeleckiego, oficer Polskich Sił Powietrznych.

## Życiorys
Syn Benedykta i Marii z Obolewiczów, miał brata Leona i siostrę Marię. W 1921 roku cała rodzina została repatriowana do Polski na mocy traktatu ryskiego. Początkowo osiedlili się w Turmoncie, po śmierci ojca przenieśli się do folwarku Górnopol.
Po ukończeniu szkoły powszechnej w 1926 roku rozpoczął naukę w Państwowym Seminarium Nauczycielskim Męskim im. Stanisława Konarskiego w Święcianach, które ukończył w 1932 roku. Znalazł zatrudnienie w szkole powszechnej w Turmoncie. Poza pracą nauczyciela angażował się w działalność społeczną, był członkiem miejscowego teatru amatorskiego, opiekował się drużyną zuchów w szkole w której pracował. W 1930 roku został członkiem Związku Strzeleckiego, był też instruktorem oświaty pozaszkolnej. Od 1932 roku kierował oddziałem Związku Strzeleckiego w Turmoncie. W 1935 roku przeszedł przeszkolenie na obozie oficerskim Związku w Rozewiu, w 1937 roku awansował na stopień sierżanta, w 1938 na podchorążego. Zbierał materiały do opracowania historii oddziału Związku w Turmoncie. Również w 1938 roku ukończył trzyletni Wyższy Kurs Nauczycielski w Wilnie i uzyskał kwalifikacje nauczyciela szkół średnich w zakresie geografii i historii. 
Był szeregowcem rezerwy z przydziałem macierzystym do 6 Pułku Piechoty Legionów w Wilnie. Z chwilą wybuchu II wojny światowej otrzymał przydział mobilizacyjny do 133 pułku piechoty na stanowisko dowódcy plutonu w stopniu podporucznika.
7 października w okolicach Zamościa został wzięty do niewoli przez oddziały Armii Czerwonej. Po kilku dniach zbiegł z niewoli i powrócił do Turmontu, gdzie powrócił do pracy w szkole. W listopadzie został zwolniony z pracy przez władze litewskie. Dalej działał społecznie, spotykał się z byłymi członkami Związku Strzeleckiego. Za przemówienie, wygłoszone podczas jednego z takich spotkań w marcu 1940 roku, został aresztowany przez litewską Policję Bezpieczeństwa Państwowego. Został osadzony w więzieniu w Jeziorosach, po miesiącu został zwolniony.
W maju 1940 roku w Wilnie nawiązał kontakt z Organizacją Socjalistyczno-Niepodległościową „Wolność”, przybrał pseudonim „Krzysztof”. Został kierownikiem komórki nr 10 Turmont. Stworzył strukturę podziemną liczącą ok. 75 osób, zorganizował kanał przerzutu przez granicę łotewską osób podróżujących nielegalnie do Wielkiej Brytanii. 
Wobec groźby dekonspiracji, w styczniu 1941 roku, zdecydował się na wyjazd do Wilna ale został zatrzymany przez NKWD na stacji kolejowej w Turmoncie. Po brutalnym śledztwie przyznał się do konspiracyjnej działalności i kierowania tajną polską organizacją wojskowo-powstańczą. 18 czerwca 1941 roku został przedstawiony mu akt oskarżenia. Po ataku III Rzeszy na ZSRS został wywieziony transportem kolejowym z Łukiszek do miasta Gorki. 
17 września 1941 roku, na mocy umowy Sikorski-Majski z 30 lipca został zwolniony i zgłosił się do służby w Polskich Sił Zbrojnych w ZSRR. Otrzymał przydział do 19 pułku piechoty w Tockoje, został zweryfikowany w stopniu podporucznika rezerwy piechoty ze starszeństwem z 1 stycznia 1937 roku. 26 marca 1942 roku został ewakuowany wraz z pułkiem do Iranu. 
15 maja 1942 roku został przydzielony do 7 batalionu Strzelców Karpackich, gdzie odbył kurs doskonalący dowódców plutonów w Centrum Wyszkolenia Broni i Służb. Został awansowany na stopień porucznika. W październiku 1942 roku zgłosił się ochotniczo do służby Polskich Siłach Powietrznych. Przez Irak i Indie dotarł do Afryki Południowej gdzie został zaokrętowany na pokład statku „Empress of Canada”. 13 marca 1943 roku statek został storpedowany przez włoski okręt podwodny i zatonął na Atlantyku. Po kilku dniach spędzonych w łodzi ratunkowej został uratowany i 9 kwietnia 1943 roku dotarł do Liverpoolu. 14 kwietnia 1943 roku został przeniesiony do Blackpool, otrzymał numer służbowy RAF P-2382. Został skierowany na szkolenie lotnicze, które odbył w Air Crew Training Centre w Hucknall, a następnie został przeniesiony do Kanady na szkolenie nawigatorów. 
W listopadzie 1944 roku powrócił do Wielkiej Brytanii i został skierowany na szkolenie do 60 Operational Training Unit. Po ukończeniu szkolenia otrzymał przydział jako nawigator do 305 dywizjonu bombowego Ziemi Wielkopolskiej im. Marszałka Józefa Piłsudskiego, gdzie dotarł 5 marca 1945 roku.
Został przydzielony do eskadry A, latał w załodze z por. Stanisławem Dudkiem. Wziął udział w 21 lotach bojowych, ostatni odbył w nocy z 20 na 21 kwietnia 1945 roku. W dywizjonie pełnił też funkcję kronikarza. W 1946 roku, podczas jednego z lotów ćwiczebnych przeżył katastrofę lotniczą, która spowodowała u niego trwałe kalectwo. 
Po demobilizacji nie zdecydował się na powrót do Polski, pozostał na emigracji. W 1947 roku wyjechał do Kanady, jako inwalida nie pracował zawodowo. Działał w środowisku Polonii, szczególnie aktywnie w Stowarzyszeniu Lotników Polskich. Zmarł 20 września 1966 roku, został pochowany na cmentarzu Park Lawn Cemetery.

## Ordery i odznaczenia
- Krzyż Walecznych
- Srebrny Krzyż Zasługi
- Medal Lotniczy – dwukrotnie

## Życie prywatne
W 1936 roku w Turmoncie poślubił Zofią Leokadią Zawadzką, która zginęła podczas powstania warszawskiego. Ożenił się powtórnie w Kanadzie z Bronisławą Bukowską, mieli dwójkę dzieci – córkę Marię i syna Romana.